# Nyponet

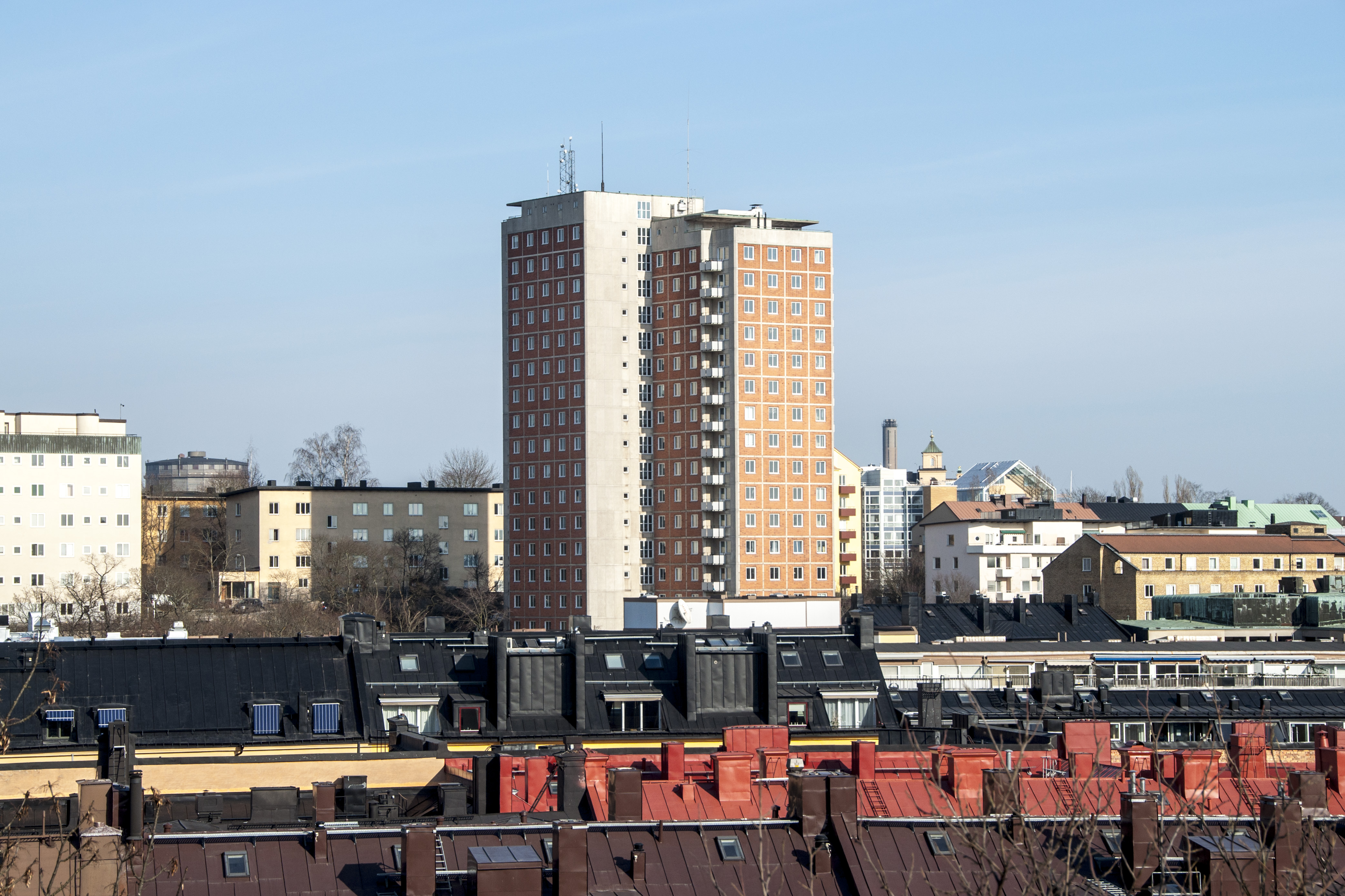
Nyponet sett från Vanadislunden

Nyponet är ett studentboende bestående av ett höghus på Körsbärsvägen vid Roslagstull i Stockholm. Huset är ett punkthus, ritades av arkitekten Dag Ribbing och uppfördes 1956–1958 av aktiebolaget Studenthemmet i Stockholm. Huset ägs av Stiftelsen Stockholms Studentbostäder. Det har "grönmärkts" av Stadsmuseet 1995 vilket innebär att det är klassat som ett hus med högt kulturhistoriskt värde av särskilt värdefull art.
Huset har 21 våningar, är 54,5 meter högt och rymmer 145 studentlägenheter. Genom sin färgstarka fasad i tegel och betong och läget på gränsen mellan Östermalms och Vasastans gamla stenkvarter och Hagaparken utgör det en i området framträdande signaturbyggnad. Intrycket förstärks av att byggnaden är placerad på en klippbrant ned mot pulsådern Valhallavägen.